# The Particular Cowboys
Pour plus de détails, voir Fiche technique et Distribution.
The Particular Cowboys est un film muet américain réalisé par Arthur Hotaling et sorti en 1914. Le film est produit par la Lubin Manufacturing Company, 

## Synopsis
Dans un ranch, Jack engage une nouvelle cuisinière, la jolie Muriel. Mais les cow-boys, trouvant sa cuisine immangeable, se révoltent. Jake, voulant sauver son honneur devant Muriel, prend son apparence pour rosser de coups tous les cow-boys qui se plaignent. Flattée, Muriel s'éprend de Jake. Mais quand les cow-boys découvrent leur romance, ils deviennent furieux. Le patron du ranch arrive alors avec un nouveau cuisinier chinois, et arrange la situation.

## Fiche technique
- Titre : The Particular Cowboys
- Réalisation : Arthur Hotaling
- Scénario : Epes W. Sargent (en)
- Production : Siegmund Lubin pour Lubin Manufacturing Company (en)
- Distribution : General Film Company
- Genre : Comédie, Western
- Dates de sortie :
  -  États-Unis : 26 mai 1914[2]

## Distribution
- Frances Ne Moyer (en) : Muriel
- Raymond McKee : Jake
- Ben Walker : Bill
- Oliver Hardy : un cow-boy